# Починок-1 (Вологодская область)
Починок-1 — деревня в Вологодском районе Вологодской области.
Входит в состав Сосновского сельского поселения, с точки зрения административно-территориального деления — в Сосновский сельсовет.
Расстояние по автодороге до районного центра Вологды — 25,5 км, до центра муниципального образования Сосновки — 6 км. Ближайшие населённые пункты — Красное, Горка, Трофимово, Молоденка, Ваталино, Мормужево, Лантьево.
По данным переписи в 2002 году постоянного населения не было.